# Břetislav Pojar
Břetislav Pojar (7. října 1923 Sušice – 12. října 2012 Praha) byl český scenárista, režisér, výtvarník animovaného filmu a profesor na FAMU.

## Život
S filmem začínal jako animátor u Jiřího Trnky – mimo jiné na filmech Staré pověsti české, Osudy dobrého vojáka Švejka nebo Sen noci svatojánské.
Spolu se scenáristou Ivanem Urbanem a výtvarníkem Miroslavem Štěpánkem byl režisér Břetislav Pojar jedním z autorů legendárního animovaného seriálu o dvou plyšových medvědech Pojďte pane, budeme si hrát, kteří si znovu a znovu chtějí hrát a sami sebe tak proměňují barevnými nápady vlastní fantazie.
Vedle tohoto animovaného seriálu lze namátkou zmínit legendární moralitu O skleničku navíc nebo animované příběhy pěti kluků na motivy Trnkovy knížky Zahrada, na níž rovněž pracoval s Miroslavem Štěpánkem. Právě s ním vytvořil svá nejlepší díla, která lze považovat za jejich společné režijní práce.
Břetislav Pojar dlouhá léta tak pracoval pro Kanadský státní filmový úřad ONF / NFB (Office national du film du Canada / National Film Board of Canada)  kam pravidelně jezdil na dlouhé pracovní pobyty i za totality.

## Režijní filmografie
- 2011 – Autopohádky
- 2006 – Paleček – Fimfárum 2
- 1997 – Narco Blues / Narco Blues / Narkoblues (z cyklu Droits au coeur / Rights from the Heart, s Ivanem Vítem, ONF / NFB)[3]
- 1997 - Duel/Duelo (z cyklu Droits au coeur / Rights from the Heart, s Pavel Koutsky, ONF / NFB)
- 1995 – Pourquoi? / Why? (z cyklu Droits au coeur / Rights from the Heart, ONF / NFB)[4]
- 1994 – Mouseology
- 1990 – Motýlí čas
- 1988 – L'OURS / Medvěd (animace snu o létajících žabách osiřelého medvíděte; jde o dvě sekvence krátce po sobě)[5]
- 1986 – L'Heure des anges / Nightangel (s Jacques Drouin, ONF / NFB) [6]
- 1981 – „E“ (s Francine Desbiens, ONF / NFB) , Kdyby (s producentem Václav Strnad)[7]
- 1979 – Bum, Proč má člověk psa
- 1977 – Velryba Abyrlev (z cyklu Zahrada)
- 1976 – Jak ulovit tygra (z cyklu Zahrada), O myších ve staniolu (z cyklu Zahrada)
- 1975 – O té velké mlze (z cyklu Zahrada)
- 1974 – Jablonová panna, Milovník zvířat (z cyklu Zahrada)
- 1973 – Nazdar, kedlubny (z cyklu Pojďte pane, budeme si hrát), Nutrition / General Health (s Don Arioli, Grant Munro, ONF / NFB) [8]
- 1972 – A neříkej mi Vašíku (z cyklu Pojďte pane, budeme si hrát), Balablok (ONF / NFB) [9]
- 1971 – Psí kusy (z cyklu Pojďte pane, budeme si hrát)
- 1970 – Co to bouchlo (z cyklu Pojďte pane, budeme si hrát), O pardálu, který voněl (z cyklu Pojďte pane, budeme si hrát)
- 1969 – Co žížala netušila, Ilusologie, Psychocratie / To See or Not to See (ONF / NFB) [10]
- 1968 – Fanfarón, malý klaun
- 1967 – Jak šli spát (z cyklu Pojďte pane, budeme si hrát)
- 1966 – Držte si klobouk (z cyklu Pojďte pane, budeme si hrát), Jak jedli vtipnou kaši (z cyklu Pojďte pane, budeme si hrát)
- 1965 – Potkali se u Kolína, Jak jeli k vodě, K princeznám se nečuchá (z cyklu Pojďte pane, budeme si hrát)
- 1964 – Ideál
- 1963 – Romance
- 1962 – Biliár, Úvodní slovo pronese
- 1961 – Attenzione: guerra!, Kočičí škola
- 1960 – Kočičí slovo, Malování pro kočku, Půlnoční příhoda
- 1959 – Bombománie, Jak si zařídit byt, Lev a písnička (Velká cena na festivalu v Annecy, 1960), Sláva
- 1957 – Paraplíčko, Sváteční den
- 1956 – Spejbl na stopě
- 1955 – Dobrodružství na Zlaté zátoce
- 1954 – O skleničku víc
- 1953 – Veselý kolotoč
- 1951 – Josef Mánes, Perníková chaloupka

## Ocenění
- držitel titulu zasloužilý umělec
- Řád práce (1988)
- Zlín Film Festival: ocenění Zlatý střevíček za mimořádný přínos kinematografii pro děti a mládež (2003)[11]
- čestný občan Prahy 2 (8. října 2007)
- Medaile Za zásluhy II.stupně (2008)